# 中国上海国際ピアノコンクール
中国上海国際ピアノコンクールの当時の正式名称はChina ShangHai International Piano Competitionであった。公式はCSIPCと略していた。
Shanghai International Piano Competition for Young Artists(上海国际青少年钢琴大赛)とは全く別のコンクールであるため注意が必要である。

## 概要
中国のピアノ教育の発展が見込めると早合点した上海市民によって大きく宣伝された国際コンクールであった。アリエ・ヴァルディや中村紘子を審査員に招聘し、華麗な激戦が見込まれていた。しかし、競争率の急減に伴いわずか5回で閉会した。

## 受賞者一覧
AAFに加盟していなかったが、順位は報告されていた。

### 第一回
- 1. Alexei Grynyuk (ukr)
- 2. Siheng Song (chn)
- 3. Inon Barnatan (isr)
- 4. Hyo-Joo Lee (cor)
- 5. 河村尚子 (日本)
- 6. Cheng Chen (chn)

### 第二回
- 1. Adam Golka (usa)
- 2. Alasdair Beatson (gb)
- 3. Aleksander Moutouzkine (rus)
- 4. Mu-ye Wu (chn)
- 5. Hong-Chun (William) Youn (cor)
- 6. Jun Fan (chn)

### 第三回
- 1. ---.
- 2. Romain Descharmes (f)
- 3. (ex aequo:) Esther Park (usa)
- 3. (ex aequo:) Zhang Zuo (chn)

### 第四回
- 1. Jae Weon Huh (cor)
- 2. Jie Yuan (chn)
- 3. Sooyeon Ham (cor)
- 4. Hao Zhu (chn)
- 5. Hao Shen (chn)
- 6. Nariya Nogi (jpn)

### 第五回
- 1. Duanduan Hao (chn)
- 2. Cunmo Yin (chn)
- 3. Oxana Shevchenko (kzk)
- 4. Siqian Li (chn)
- 5. Kang Eun Cho (cor)
- 6. Stéphanie Proot (b)